# بوبي راموس
بوبي راموس هو لاعب كرة قاعدة كوبي، ولد في 5 نوفمبر 1955.

## وصلات خارجية
- بوبي راموس على موقعبيزبول رفرنس.كوم (الدوري الرئيسي) (الإنجليزية)
- بوبي راموس على موقعبيزبول رفرنس.كوم (الدوري الثانوي) (الإنجليزية)